# شکست‌ناپذیر (مجموعه تلویزیونی)
شکست‌ناپذیر (انگلیسی: lnvincible) یک مجموعهٔ پویانمایی بزرگسالان آمریکایی در ژانر ابرقهرمانی است که بر اساس مجموعهٔ کمیک‌هایی به همین نام اثر رابرت کرکمن، کوری واکر و رایان اوتلی از شرکت ایمیج کامیکس ساخته شده است. این سریال، داستان مارک گریسون، یک نوجوان ۱۷ ساله و تبدیل‌شدن او به یک ابرقهرمان تحت‌نظارت پدرش آمنی-من، قدرتمندترین ابرقهرمان روی کرهٔ زمین را دنبال می‌کند. استیون ین، ساندرا اوه و جی. کی. سیمونز در نقش خانوادهٔ گریسون حضور دارند و بقیهٔ بازیگران نقش شخصیت‌ها را به صورت دوره‌ای ایفا می‌کنند.
فصل اول این مجموعه ۲۵ مارس ۲۰۲۱ روی سرویس آمازون پرایم ویدئو پخش شد. مجموعه به‌طورگسترده‌ای با واکنش‌های مثبتی از سوی منتقدان و بینندگان همراه شد، که عملکرد تیم صداپیشگان، پویانمایی، صحنه‌های اکشن، خط داستانی، فیلمنامه و وفاداری به محتوای اصلی کمیک مورد تحسین قرار گرفت. در آوریل ۲۰۲۱، درست قبل از پخش قسمت پایانی فصل اول، آمازون ساخت مجموعه را برای فصل‌های دوم و سوم تمدید کرد. یک پیش‌درآمد ویژه با عنوان شکست‌ناپذیر: اتم ایو در ژوئیه ۲۰۲۳ منتشر شد و فصل دوم به صورت دو بخش در نوامبر ۲۰۲۳ و مارس ۲۰۲۴ پخش شد. فصل سوم به تعداد هشت قسمت از ۶ فوریه ۲۰۲۵، به نمایش درآمد. مجموعه برای فصل چهارم نیز تمدید شد.

## طرح داستانی
مارک گریسون یک نوجوان است که قدرت‌های ابرقهرمانی خودرا از پدرش، آمنی-من به ارث برده است که بزرگ‌ترین قهرمان زمین است. او اندکی پس از تولد هفده‌سالگی خود شروع به توسعهٔ قدرت‌های ابرقهرمانی خود زیر نظر پدرش می‌کند.

## قسمت‌ها
فصل اول (۲۰۲۱):
فصل اول داستان مارک گریسون، نوجوانی معمولی که به تازگی قدرت‌های ابرقهرمانی خود را کشف کرده، را روایت می‌کند. مارک پسر نولان گریسون است؛ قدرتمندترین ابرقهرمان زمین که به تدریج راز تاریکی از گذشته‌اش فاش می‌شود. پس از کشتن وحشیانه اعضای تیم نگهبانان کره زمین توسط نولان، مارک وارد دنیای پیچیده و خطرناک قهرمانی می‌شود و با تهدیدات بیگانه و دشمنان قدرتمند روبرو می‌شود.
در این فصل، مارک تحت آموزش پدرش قرار می‌گیرد و اولین تجربه‌های خود را به عنوان «Invincible» کسب می‌کند. او با گروهی از قهرمانان نوجوان و بزرگسال آشنا می‌شود و در کنار آن‌ها به مقابله با دشمنانی چون دوقلوهای مولر و بیگانگان فلکسان می‌پردازد. همچنین روابط عاطفی مارک با همکلاسی‌اش امبر و دوستی او با ایو، ابرقهرمان جوان، شکل می‌گیرد.
با آشکار شدن هویت واقعی نولان به عنوان عضوی از امپراتوری ویلتریم که قصد تسخیر زمین را دارد، مارک درگیر مبارزه‌ای ویرانگر با پدرش می‌شود که منجر به تخریب گسترده شهر شیکاگو و کشته شدن هزاران نفر می‌گردد. نولان پس از شکست زمین را ترک می‌کند و مارک به عنوان قهرمانی که باید از زمین محافظت کند، به تنهایی راهش را ادامه می‌دهد.
فصل دوم (۲۰۲۳–۲۰۲۴):
این فصل داستان مارک را پس از رخدادهای فصل اول دنبال می‌کند، جایی که او باید به مرور قدرت‌های خود را بیشتر تقویت کند تا بتواند در برابر تهدیدهای بزرگتری از جمله امپراتوری ویلتریم و دشمنان جدید مقاومت کند. مارک در این فصل با چالش‌های پیچیده‌تری مثل حفظ روابط شخصی و خانوادگی، مدیریت مسئولیت‌های قهرمانی و رویارویی با دشمنانی قدرتمند مواجه است. همچنین شخصیت‌هایی مثل ایو، اولیور، و سایر قهرمانان نقش مهمی در توسعه داستان دارند و گروه نگهبانان دوباره شکل می‌گیرد اما با تغییرات اساسی. در این فصل، تعادل بین زندگی عادی و قهرمانی مارک بیش از پیش به چالش کشیده می‌شود و تصمیمات سختی می‌گیرد.
فصل سوم (۲۰۲۵):

فصل سوم، مبارزات مارک با دشمنان قدرتمندتر و تهدیدات بین‌کهکشانی را به تصویر می‌کشد. مارک تحت آموزش و نظارت سیسیل، مدیر سازمان دفاع جهانی (GDA)، تمرین می‌کند تا قدرت کافی برای مقابله با ویلتریمی‌ها کسب کند. در این فصل، نبردهای حماسی و پیچیده‌تری رخ می‌دهد که شامل رویارویی با دشمنان متعدد، خیانت‌ها و مسائل اخلاقی است. روابط مارک با ایو نیز تحت فشار قرار می‌گیرد و برخی اوقات دچار تنش و دوری می‌شود. همچنین شخصیت‌های جدید و چند نسخه از مارک (از دنیاهای موازی) به داستان اضافه شده‌اند که ابعاد گسترده‌تری به ماجرا می‌بخشند. در نهایت، مارک با تهدیدی به نام کونکوئست روبرو می‌شود که نماینده قدرت بالای ویلتریم است و درگیر مبارزه‌ای سرنوشت‌ساز می‌شود.
| فصل  | قسمت‌ها | قسمت‌ها | تاریخ اصلی روی آنتن رفتن | تاریخ اصلی روی آنتن رفتن |
| فصل  | قسمت‌ها | قسمت‌ها | اولین بار                | آخرین بار                |
| ---- | ------ | ------ | ------------------------ | ------------------------ |
| ۱    | ۸      | ۸      | ۲۵ مارس ۲۰۲۱             | ۲۹ آوریل ۲۰۲۱            |
| ویژه | ویژه   | ویژه   | ۲۱ ژوئیه ۲۰۲۳            | ۲۱ ژوئیه ۲۰۲۳            |
| ۲    | ۸      | ۴      | ۳ نوامبر ۲۰۲۳            | ۲۴ نوامبر ۲۰۲۳           |
| ۲    | ۸      | ۴      | ۱۴ مارس ۲۰۲۴             | ۴ آوریل ۲۰۲۴             |
| ۳    | ۸      | ۸      | ۶ فوریه ۲۰۲۵             | ۱۳ مارس ۲۰۲۵             |

## شخصیت‌ها

### اصلی
- استیون ین در نقش مارک گریسون / شکست‌ناپذیر: قهرمانی که در سن هفده‌سالگی شروع به به‌دست آوردن قدرت‌های خود می‌کند و با واقعیت‌های قهرمان بودن روبه‌رو می‌شود.
- جی. کی. سیمونز در نقش نولان گریسون / آمنی من: پدر مارک و همسر دبی و قوی‌ترین قهرمان زمین که در سیارهٔ ویلترام متولد شده است.
- ساندرا اوه در نقش دبی گریسون: مادر مارک و همسر نولان که یک مشاور املاک است و به زندگی با یک ابرقهرمان عادت کرده است.

### دوره‌ای
- جیلیان جیکوبز صداپیشه سامانتا ایو ویلکینز / اتم ایو: یک ابرقهرمان با توانایی کنترل بر ماده/انرژی. او سابقاً یکی از اعضای تین تیم است؛ اما پس از اینکه دوست‌پسر سابقش رکس با دوپلی-کیت به او خیانت می‌کند، از گروه جدا می‌شود.
- اندرو رنلز صداپیشه ویلیام کلاکول: بهترین دوست مارک و یک معتمد غیرنظامی.
- والتون گاگینز صداپیشه سیسیل استدمن: رئیس جی‌دی‌اِی که دارای توانایی دورنوردی است.
- کریس دیامانتوپولوس صداپیشه دونالد فرگوسن: یکی از مأموران عالی‌رتبه جی‌دی‌اِی که مستقیماً زیرنظر سیسیل استدمن انجام وظیفه می‌کند.
- زکری کینتو و راس مارکواند صداپیشه رودلف رودی کانرز/ ربات: فردی تغییر شکل یافته به یک ربات که مجموعه‌ای از پهپادهای رباتیک را کنترل می‌کند. او قبل از تشکیل گروه جدید نگهبانان، رهبری تین تیم را بر عهده دارد.
- جیسون منتزوکس صداپیشه رکس اسلوآن: ابرقهرمانی با توانایی ایجاد مواد منفجره به‌وسیلهٔ قرار دادن انرژی پتانسیل با لمس اجسام در آن‌ها.
- ملیس جو صداپیشه کیت چا / دوپلی-کیت: ابرقهرمانی با توانایی تکثیر از خود و یکی از اعضای سابق تین تیم.

### مهمان
- لورن کوهن در نقش هالی/واروومن یک جنگجوی قدرتمند و محافظ است.
- سنیکا مارتین-گرین در نقش گرین گوست یک ابرقهرمان با بدنی سبز رنگ که قدرت‌هایی شبیه به روح دارد جنسیت این شخصیت نسبت به کمیک خود تغییر کرده است.
- چاد کولمن در نقش مارشن من یک مریخی که به زمین تبعید شده است و گفته می‌شود سر گذشت و قدرت‌هایی مشابه به مارشن من‌هانتر دارد.
- مایکل کادلیتز در نقش جوزف/رد راش قهرمانی که سرعت فرابشری دارد.
- لنی جیمز در نقش دارکوینگ قهرمانی که لباس صلیبی می‌پوشد و از زمین محافظت می‌کند.
- راس مارکواند در نقش ایمورتال و آکواریوس رهبر گروه نگهبان ویکی از اهالی آتلانتیس است. راس مورکواند همچینن صدای بی پلن و کارسک را در میاورد که دوتا از شرورهای فرعی سریال هستند.
- نگهبانان زمین: تیمی متشکل از قهرمانان مختلف با تجربه
- آژانس دفاع دنیا: سازمان مخفی که با تکنولوژی پیشرفته به قهرمانهای زخمی کمک می‌کند یا آنان را بعد از مردن احیا می‌کند.